# Oreste Bogliardi
Oreste Bogliardi (Portalbera, 21 maggio 1900 – Rapallo, 16 maggio 1968) è stato un pittore italiano.

## Biografia
Studia all'Accademia di Brera, dove termina gli studi nel 1924. Dopo un viaggio a Parigi, ritorna a Milano nel 1926, dove partecipa attivamente alla battaglia per l'arte moderna italiana, facendo parte del gruppo di artisti che si raccolgono attorno alla "Galleria del Milione". Nel novembre del 1934, firma insieme a Virginio Ghiringhelli e Mauro Reggiani il Manifesto per la prima collettiva di pittori astratti. Nel 1935, con il piccolo gruppo degli astrattisti italiani, aderisce al movimento internazionale "Abstraction-Création" di Parigi.
Espone in Italia e all'estero; sue mostre personali si tengono a Milano, Roma, Genova e Rapallo.
Nel dopoguerra è presente alla prima mostra dell'astrattismo italiano ordinata da Nello Ponente alla XXXIII Biennale di Venezia nel 1966, alla Mostra Italiana di Arte Moderna 1915-1935 del 1967 a Palazzo Strozzi di Firenze (dove riceve il Fiorino d'Oro), alla Mostra Nazionale della Permanente di Milano nell'ottobre 1967, alla mostra del VII Premio Avezzano nell'agosto 1966 (ricevendo un premio acquisto), alla mostra II Premio Bolzano il 28 ottobre 1967 dove riceve la medaglia d'oro, premio del sindaco di Bolzano e alla mostra collettiva di Monza nel febbraio 1969. Muore a Rapallo il 16 maggio 1968. Mostre personali postume si tengono ad Albisola nel giugno 1969, a Rapallo nel dicembre 1978 e a Chiavari nel 1994.
Una monografia con varie testimonianze di critici sulla pittura di Oreste Bogliardi è uscita nel maggio 1969 a Genova, nel numero 5-6 di Proposte a cura di Nino Palumbo, Cesare Garelli, Germano Beringheli. Alcuni suoi lavori sono conservati presso il museo d'arte contemporanea di Genova.

## Opere

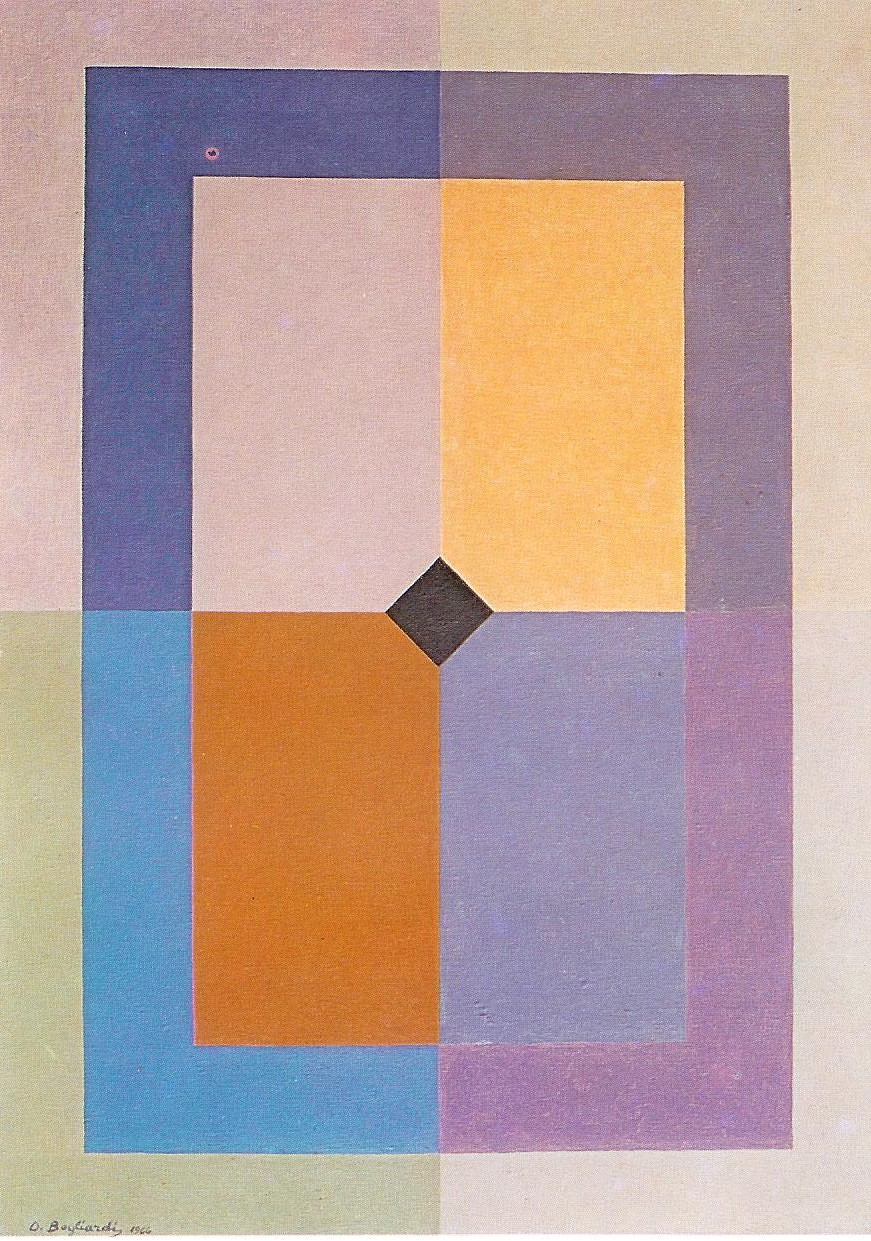